# باول إس. أندرسون
باول إس. أندرسون (بالإنجليزية: Paul S. Anderson)‏ هو كيميائي أمريكي، ولد في 3 فبراير 1938 في كونكورد في الولايات المتحدة.